# Oakley (Kalifornien)
Oakley ist eine Stadt im Contra Costa County, das zur San Francisco Bay Area gezählt wird, im US-Bundesstaat Kalifornien der Vereinigten Staaten, die im Jahr 1999 gegründet wurde.
Laut der städtischen Website hatte die Stadt (2021) über 40.000 Einwohner und wächst nach wie vor. Das U.S. Census Bureau hat bei der Volkszählung 2020 eine Einwohnerzahl von 43.357 ermittelt.
Oakley liegt eine Autostunde östlich von San Francisco, in südwestlicher Richtung ist der Mount Diablo deutlich sichtbar.

## Prähistorische Funde
Simone Mound ist eine bedeutende archäologische Fundstätte, die von der Non-Profit-Organisation „The Archaeological Conservancy“ gekauft wurde, um eine fachgerechte Bergung weiterer Funde sicherzustellen. In Simon Mound wurden unter anderem Knochen aus den Jahren 1000 bis 1750 aus diversen Grabstätten gefunden. Zahlreiche Fundstücke ermöglichen Rückschlüsse darüber, wie die Menschen vor Ankunft der Spanier (1776) in der Bucht von San Francisco gelebt haben.

## Weinbau
Am San Joaquin River liegt Oakleys Weinbaugebiet, das ursprünglich auch große Weinproduzenten belieferte, wie z. B. die E. & J. Gallo Winery. Mittlerweile wird jedoch verstärkt auf Qualität gesetzt; Carignan noir Monastrell und Primitivo wachsen zum Teil an Rebstöcken, die bereits 50 bis 90 Jahre alt sind. Aufgrund des trockenen, sandigen Bodens gibt es hier keine Rebläuse, die einen Großteil der alten Bestandsreben in den USA vernichtet haben.

## Persönlichkeiten
- Joe Mixon (* 1996), American-Football-Spieler
- Paul Blackburn (* 1993), Baseball-Pitcher[7]